# 둥하이 대학

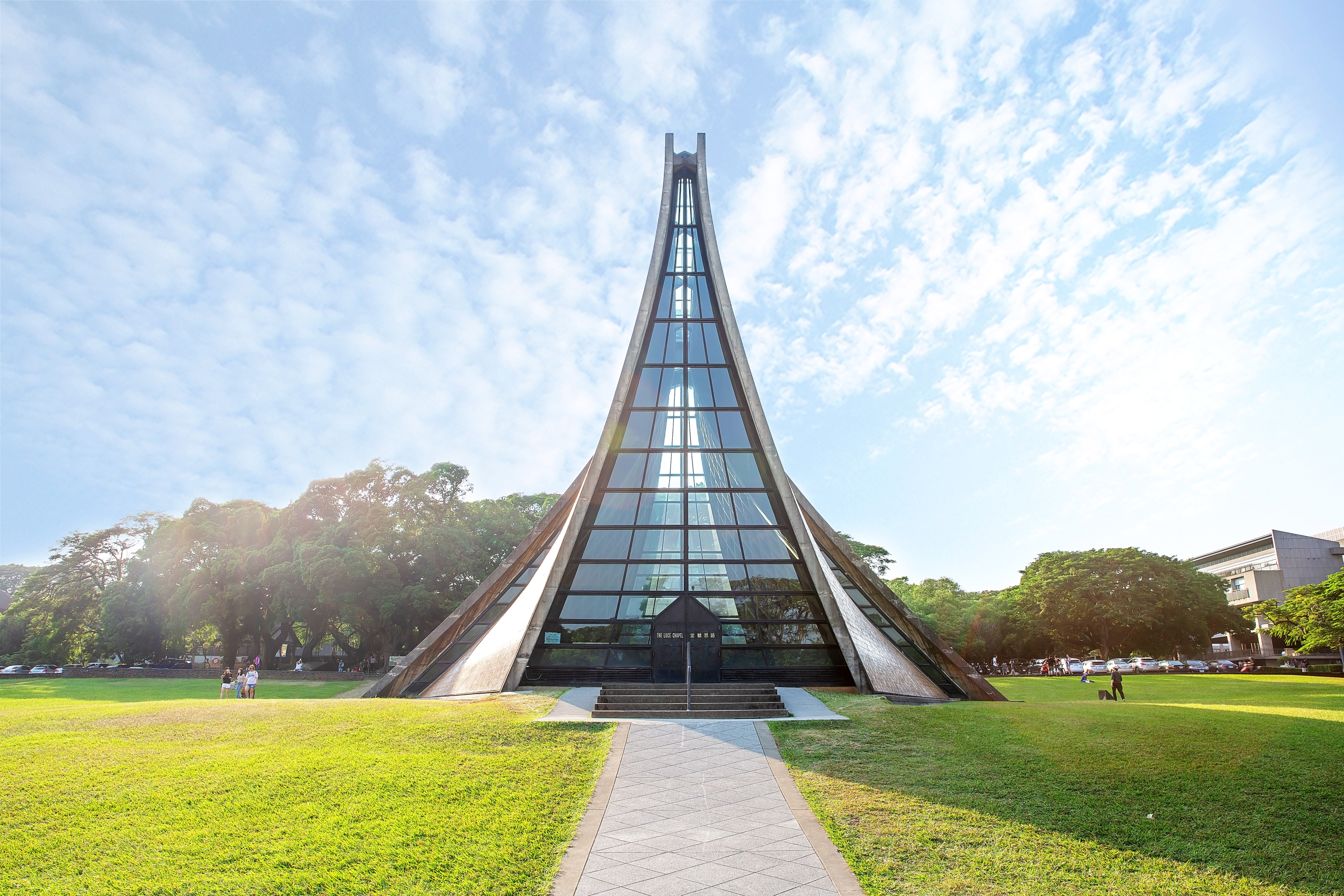
둥하이 대학교 캠퍼스 내 I. M. 페이가 설계한 루스 교회당

둥하이 대학(東海大學)은 중화민국 타이중시에 위치한 사립 대학이다.